# افتار (السدة)

تعديل مصدري - تعديل

افتار محلة تابعة لقرية المنازل، التابعة لعزلة التويتي بمديرية السدة إحدى مديريات محافظة إب في الجمهورية اليمنية.، بلغ تعداد سكانها 21 حسب تعداد اليمن لعام 2004.